# كهف هاريسون
كهف هاريسون هي منطقة جذب سياحي في دولة باربادوس، تم ذكرها لأول مرة في عام 1795. يمكن للسياح الوصول إلى البيئة الجوفية على خط الترام.

## التاريخ
تم ذكر الكهوف لأول مرة في الوثائق التاريخية في عام 1795، وأعيد اكتشافها في أوائل السبعينيات من قبل جاك بيبلز.
تم تطويرها من قبل الحكومة كجزء من جولة الترام، وافتتحت للجمهور في عام 1981.

## وصلات خارجية
- Review of Harrisons Cave
- Official website
- Review of Harrison's Cave
- Review of Harrisons Cave
- Official website
- Review of Harrison's Cave